# .sx
.sx je národní doména nejvyššího řádu pro nizozemskou část ostrova Svatý Martin. Vznikla 15. prosince 2010.
Doménu thepiratebay.sx využívala od 30. 4. 2013 do prosince stejného roku stránka The Pirate Bay.